# Chapoania
Chapoania là một chi bướm đêm thuộc họ Tortricidae.

## Các loài
- Chapoania dentigera Razowski, 1999